# بيارو
بيارو أو بيارو رودي (الاسم العلمي Nectandra)، شجرة من غيانا من فصيلة الغاري، حيث يطلق عليها اسم Sipeeri. خشبها صلب، وازِن، ثقيل مُخضر اللون الأصفر. يستعملة الخراطون الإنكليز منذ زمن بعيد، ويطلقون عليه اسم (القلب الأخضر).

## المركبات
في قشرة الشجرة ، وخاصة في لوزة الثمرة، قلويد دُعي ببارين Bebeerine. انتشر استعمال عذا القلويد وشاع في انكلترا كدواء دافع للحمّى. وهو قلويد ليموني اللون الأصفر، ذواب جدًا في الكحول، وغير قابل للذوبان في الماء.